# Antonio Ortiz Estrella
Antonio Ortiz Estrella (Almería, 1900 o 1901 - Adra, Almería, 1971) fue un político republicano, militante del partido Izquierda Republicana (IR), Llegó a ser alcalde de Almería de 1936 a 1937, durante la Segunda República Española. Como alcalde fue vocal nato del Monte de Piedad y Caja de Ahorros de Almería.

## Biografía

### Vida política
Bajo la presidencia del Gobernador el 19 de septiembre de 1932, a las dos de la tarde, tomó posesión como miembro de la nueva Comisión gestora del Gobierno Civil de Almería por el distrito de Almería y Sorbas. Entonces era teniente de Alcalde de Almería, por el Partido Republicano Radical Socialista (PRRS) integrado más tarde en IR como Partido Republicano Radical Socialista Independiente (PRRSI). De inmediato renunció al cargo siguiendo las instrucciones de su partido, ausentándose de la reunión.
Tras la victoria del Frente Popular, en el que estaba integrado IR, en las elecciones generales del 16 de febrero de 1936, el alcalde de Almería, José Alemán Illán, presenta su dimisión el 19 de febrero. Antonio Ortiz fue nombrado alcalde el 21 de febrero en sesión extraordinaria del Ayuntamiento de Almería. Las Tenencias de Alcaldía fueron ocupadas por dos concejales de Unión Republicana, dos de Izquierda Republicana, dos socialistas y dos comunistas. Acordaron marchar a Madrid para entrevistarse con el ministro de Trabajo y solicitar una cantidad de dinero para remediar el paro obrero.
El 16 de marzo da posesión de sus cargos a los concejales seleccionados por los partidos del Frente Popular sin la aprobación previa del gobernador civil, Juan Peinado Vallejo.
Presidió el comité de recepción y Ayuntamiento al día siguiente del final de la etapa Granada-Almería de la II Vuelta Ciclista a España que llegó al Parque la tarde del 11 de mayo de 1936.
Debido a las tensiones internas entre los dos sectores dentro de su partido se disuelve la agrupación local el 25 de mayo de 1936 y es expulsado del mismo. Se solicita el arbitraje del comité nacional presidido por Marcelino Domingo.
Al comienzo de la guerra civil española, el 18 de julio de 1936 se constituye un Comité Central Revolucionario. El gobernador militar de Almería declara el estado de guerra el 21 de julio, pero ese mismo día fracasa el intento en la ciudad y es detenido. El establecimiento del Monte de Piedad y Caja de Ahorros de Almería, como institución vinculada con la Iglesia católica, es vigilado por los milicianos del 20 al 29 de julio de 1936, cuando el Comité se incauta del mismo y nombra un Comité Administrativo presidido por el alcalde, Antonio Ortiz Estrella, encargándose don Andrés Galera Yepes de la contaduría y dirección.
En agosto estaban ocupados los edificios religiosos en virtud del Decreto de 27 de julio del Ministerio de Instrucción Pública y Bellas Artes (Gaceta de Madrid de 28 de julio de 1936). En Almería el secretario del Ayuntamiento y el propio Antonio Ortiz levantan acta de las ocupaciones del Palacio del obispo y los conventos de las Puras, las Claras y las Siervas de María.
En los primeros meses de la Guerra Civil colabora en el socorro a las familias más necesitadas por dicha causa, apareciendo en el Acta de constitución de la Junta Provincial de Socorros (el 1 de agosto de 1936, reuniéndose por primera vez el 21 del mismo mes) como vocal, junto a otras personalidades como Cayetano Martínez Artés, Francisco Callejón López (presidente de la Diputación Provincial de Almería) y José Pérez Almansa.
En diciembre de 1936 se encargaría de los abastecimientos de la población, por lo que José Santisteban Rueda es nombrado alcalde accidental. Semanas después marchó de la ciudad con el pretexto de adquirir víveres. Pasaron los meses entre confusas noticias. Se fugó al extranjero con su familia, acusado además de llevarse 2 millones de pesetas. Dicha acusación sería negada por él tras su detención en Tánger. Fue formalmente destituido del cargo en julio de dicho año y sustituido el 6 de agosto por Manuel Alférez Samper, nombrado presidente del nuevo Consejo Municipal.
En materia religiosa defendió la tolerancia entre creyentes y no creyentes. A poco de la proclamación de la Segunda República Española visitó el cementerio de la ciudad y, en un encendido discurso, proclamó la “igualdad entre los muertos” y pidiendo la demolición del muro que separaba el cementerio civil y el religioso. Perteneció a la masonería, siendo integrante de la logia Evolución.

### Consejo de guerra
Terminada ya la Guerra Civil, se inició contra él en Almería un consejo de guerra sumarísimo por el delito de rebelión militar (expediente 12.270) en 1940, iniciándose los trámites el 13 de julio. De “ideas francamente izquierdistas”, el expediente inicia con su participación política que acabó llevándolo a la alcaldía de Almería. Es acusado de propagandista y de favorecer el triunfo del Frente Popular, de disponer de forma violenta que fuera destruida la tapia que separaba el cementerio católico del laico, de oponerse por la fuerza al triunfo de la sublevación militar poniéndose al lado de la Segunda República y de defender el Gobierno Civil donde se habían refugiado los dirigentes "marxistas". Se le acusó de promover la "causa roja" por radio, de levantar la moral de los milicianos y de escribir soflamas en los periódicos "marxistas" Lucha y Diario de Almería. Estaba acusado de masón, de pertenecer a la logia Evolución, con el nombre simbólico “Tolstoy”, con el grado cuarto. No se le conocieron actos criminales cuando fue alcalde de Almería; incluso se le reconocen actos loables en la acusación, como negarse a firmar el cese de empleados municipales acusados de "fascistas". En el acta se cita, sin pruebas, el mes de enero de 1937 como fecha de su cese como alcalde, cuando supuestamente marcha a “comprar patatas” para la población, desapareciendo presuntamente con dos millones y medio de pesetas, y fijando su residencia en Tánger. El consejo no lo considera culpable. Se opuso al asalto del Convento de las Claras y dio socorro a las monjas.
En el acta se dice que fue visto supuestamente con un fusil en Puerta de Purchena, disparando contra los sublevados en julio de 1936, y que sufrió la rozadura de una bala en una pierna. No se pudo comprobar que participara directamente en asesinatos, pudo evitar algunos y "su conducta fue mala". Se supone que huyó a Francia tras marchar a Barcelona para adquirir víveres y se le suponía en Orán en agosto de 1940. Se recogen más informes que le califican de “buena persona” y no consta la comisión de delito alguno.
Se encontraba detenido en la Fortaleza del Hacho de Ceuta desde agosto de 1940. El 1 de noviembre se inician los trámites para su procesamiento en Ceuta y su traslado de vuelta a Almería, ingresando en esta Prisión Provincial el 18 de abril de 1941, trasladado por la Guardia Civil. Fue puesto en libertad en 1945.
Estableció su residencia en Barcelona junto a su esposa, Antonia Tapia López. Unos años después, su amigo y empresario Nicolás Linares Martín le ofreció trabajo como contable de sus empresas en Adra (Almería), y allí residiría hasta su fallecimiento en 1971.
| Predecesor: José Alemán Illán | Alcalde de Almería 1936-1937 | Sucesor: Vicente Navarro Gay |